# Église Saint-Évence d'Èvres
L'église Saint-Évence est une église située à Èvres, dans le département de la Meuse, en France.

## Localisation
L'église est située sur la commune de Èvres, dans le département de la Meuse.

## Historique
L'église fortifiée Saint-Évence, datée de 1535, a conservé des éléments défensifs, signes de cette structure particulière des bâtiments religieux qui avaient jadis vocation à protéger les villageois contre les multiples incursions dont la région lorraine était coutumière.
L'édifice et le cimetière l'entourant ont été classés au titre des monuments historiques en 1941.